# Die Hellstrom Chronik
Die Hellstrom Chronik (Originaltitel: The Hellstrom Chronicle) ist ein US-amerikanischer Film aus dem Jahr 1971. Markenzeichen dieser Kombination aus Dokumentar- und Science-Fiction-Film sind die zahlreichen Zeitlupen- und Makroaufnahmen aus der Insektenwelt. Regie führten Walon Green und Ed Spiegel, das Drehbuch schrieb David Seltzer. Die Hellstrom Chronik erhielt 1972 den Oscar für den Besten Dokumentarfilm.

## Handlung
Durch die Handlung führt ein fiktiver Wissenschaftler namens Nils Hellstrom (gespielt von Lawrence Pressman), der beweisen will, dass nur die Insekten dafür prädestiniert sind, den Überlebenskampf gegen die Menschheit zu gewinnen. Hellstrom nennt Anpassungsfähigkeit, fehlende Emotionen, Unterordnung dem Gemeinwohl gegenüber und zahlenmäßige Überlegenheit als Hauptgründe. Als Beleg bedient er sich Dokumentarmaterials aus der Welt der Insekten.

## Hintergrund
Der 1970 fertiggestellte Film wurde im Mai 1971 außer Konkurrenz auf den Internationalen Filmfestspielen von Cannes vorgestellt. Die Hellstrom Chronik startete am 28. Juni 1971 in den USA und am 12. November desselben Jahres in den deutschen Kinos.
Die Idee zu dem Film hatte Produzent David L. Wolper 1966, als er zusammen mit Walon Green an der National-Geographic-Insekten-Dokumentation The Hidden World of Insects arbeitete. Auch Komponist Lalo Schifrin und Kameramann Ken Middleham waren bei dieser Produktion schon mit dabei.
Zwei Jahre dauerte die Produktion des Films, bei der teilweise acht Kamerateams im Einsatz waren. Neben den USA wurde auch in Äthiopien, Uganda, Kenia, Japan und England gedreht.
Der Film war ursprünglich ohne Moderator geplant. Als der fertige Film keinen rechten Zusammenhalt hatte, wurde der Erzähler von Autor David Seltzer nachträglich eingefügt. Zuerst wollte man einen realen schottischen Insektenforscher verpflichten, der ähnliche Thesen wie Hellstrom vertrat, doch musste dieser wegen einer Hepatitis-Infektion den Dreh absagen.
David Seltzer wurde 1976 als Drehbuchautor von Richard Donners Das Omen bekannt. Walon Green schrieb vor diesem Film das Drehbuch zu Sam Peckinpahs Westernklassiker The Wild Bunch – Sie kannten kein Gesetz und später unter anderem die Drehbücher zu RoboCop 2, Eraser und zu einigen Episoden der Fernsehserie Emergency Room – Die Notaufnahme. Ken Middleham führte auch die Kamera bei dem thematisch ähnlich gelagerten Phase IV (1974).
Für die zahlreichen im Film verwendeten Archivaufnahmen wurde unter anderem auch auf Material von Heinz Sielmann zurückgegriffen.
Der Hauptcharakter Nils Hellstrom zeigt Ausschnitte aus den Horrorfilmen Wenn die Marabunta droht und Formicula. Im Verlauf der Handlung werden reale Filmaufnahmen von Wanderameisen gezeigt, die selbst größere Wirbeltiere, wie Chamäleons, Warane und Schlangen, attackieren und töten.

## Analyse
Zur filmgeschichtlichen Position und Nachwirkung schrieb Georg Seeßlen: „Neben den Ratten, Fischen oder Fröschen, die in den Katastrophen-Filmen die Menschen bedrohen, kamen auch die Insekten [in den 1970er Jahren] zu neuen, in den Phobien des Genres angelegten Erscheinungsformen. […] Die latente Furcht vor den Insekten kam etwa in dem Dokumentarfilm «The Hellstrom Chronicle» […] zum Ausdruck, der eine bemerkenswerte Aufnahmetechnik mit der nicht ganz rationalisierten Botschaft von der Übernahme der Erde durch die Insekten verband. Diesen Gedanken setzt «Phase IV» […] in eine Spielhandlung um. […] Der Mensch, so ließe sich das Fazit ziehen, muß sich immer wieder der Natur unterordnen und nicht die Natur dem Menschen.“

## Kritik
Vincent Canby von der New York Times schrieb zum Filmstart, dass der Film scheinbar für eine vernünftige ökologische Politik werben wolle, was auch gutzuheißen sei. Ebenso sei die Leistung der beteiligten Kameramänner herausragend. Der Erzählerkommentar und der vertretene Standpunkt seien jedoch „auf sensationelle Weise schlecht und womöglich missverständlich“.
Das Lexikon des internationalen Films lobte zwar die technischen Aspekte des Films, kritisierte aber die im Film vertretene These, dass die „totale Unterordnung des Individuums und zielstrebiges Beutemachen Idealbilder der heutigen Gesellschaft seien“, als fragwürdig.
Für Die Zeit dienten die Insekten zur Illustration einer „reaktionären Überlebensphilosophie“.

## Nachwirkung
Der Film diente als Inspiration zu dem Buch Hellstrom’s Hive (1973) von Frank Herbert, in dem es ebenfalls einen Nils Hellstrom gibt, der die gleichen Thesen wie der Hellstrom des Films vertritt. Der Hellstrom des Buches steht einer aus zehntausenden Menschen bestehenden Gruppe vor, die eine geheime, abgesondert in unterirdischen Stollen lebende Parallelgesellschaft bildet, welche sich so nah wie möglich an der Lebensweise der Insekten zu orientieren versucht.

## Auszeichnungen
- Großer Technikpreis (Grand Prix der Commission Supérieure Technique de l’Image et du Son (C.S.T.))[10] bei den Filmfestspielen von Cannes 1971.
- Oscar 1972 für den Besten Dokumentarfilm
- British Academy Film Award 1972 für den besten Dokumentarfilm

## Veröffentlichungen
2003, rund 30 Jahre nach der Erstaufführung des Films, wurde Lalo Schifrins Filmmusik auf CD veröffentlicht. 2011 erschien Die Hellstrom Chronik in den USA auf Blu-ray Disc und DVD.